# Pál von Hertzka
Pour les articles homonymes, voir Hertzka.
Pál Hertzka Vitéz dit Pál von Hertzka, né le 6 janvier 1898 et mort le 29 octobre 1979, était un arbitre hongrois de football, international dès 1934.

## Carrière
Il a officié dans des compétitions majeures : 
- JO 1936 (2 matchs)
- Coupe du monde de football de 1938 (1 match)